# Glitterbug
Glitterbug – brytyjski film biograficzny składający się z fragmentów filmów nakręconych przez Dereka Jarmana u progu jego kariery filmowej, a zmontowanych w 1994 r. Pierwszy publiczny pokaz odbył się dwa lata później w Holandii.

## Opis
Film składa się z materiałów filmowych nakręconych przez Dereka Jarmana w latach 1970–1986 na taśmie 8 mm kamerą Super-8. Brian Eno skomponował muzykę specjalnie dla potrzeb filmu. Jarman tworzył ten film w oststnich miesiącach życia we współpracy z montażystą i producentem. Stanowi filmowy autoportret artysty. Jest swoistym albumem zdjęciowym: zapisem twórczości młodego artysty i środowiska.
Klisze starych fotografii i filmów zostały połączone z ujęciami pokoju artysty w domu przy Bankside 13. Początek to fragmenty pierwszych prac Jarmana i materiały kręcone w Londynie w 1972 roku wykonane pożyczoną kamerą. Potem kolejno sceny z koronacji Alternatywnej Miss Świata 1975, zdjęcia z planu filmu Jubileusz i wideoklipu Broken English Marianne Faithfull, deklamacje utworów Williama S. Burroughsa oraz kręcone na Sardynii i w Rzymie plenery do filmów Sebiastian i Caravaggio. Na końcu znajdują się występy artysty performera Michaela Clarka w Instytucie Sztuki Współczesnej i zespołu Genesis P-Orridge w Barcelonie oraz zdjęcia domowe Tildy Swinton z 1985 roku.